# حيدر الزاملي
حيدر الزاملي ، هو حيدر ناطق جاسم الزاملي (من مواليد بغداد 1975) هو وزير العدل العراقي مرشح عن حزب الفضيلة الإسلامي حاصل على شهادة الدكتوراه في علوم الحاسبات من جامعة بترا الماليزية عام 2011 ، شارك في بداية تشكيل حزب الفضيلة الإسلامي في واسط بتنظيم عمل الحزب وكوادره والعمل على خدمة المجتمع، وتدرج في العمل السياسي وكلف بعدة مهام منها مسؤول مكتب الصويرة، وأصبح معاونا للأمين العام لشؤون تنظيمات محافظات الوسط، وهو الآن عضو المكتب السياسي للحزب .

## وصلات خارجية
- الموقع الرسمي لوزارة العدل العراقية